# 4009 Drobyshevskij
4009 Drobyshevskij este un asteroid din centura principală, descoperit pe 13 martie 1977 de Nikolai Cernîh.